# Expo Real

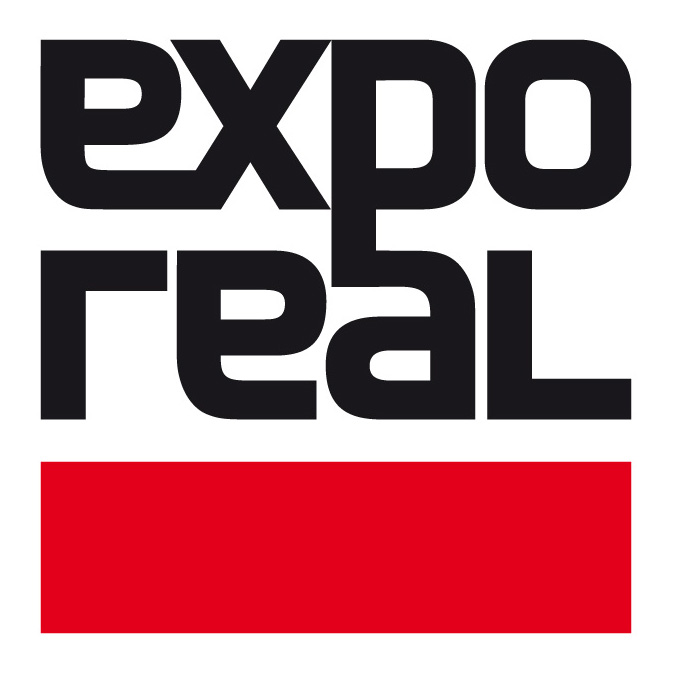

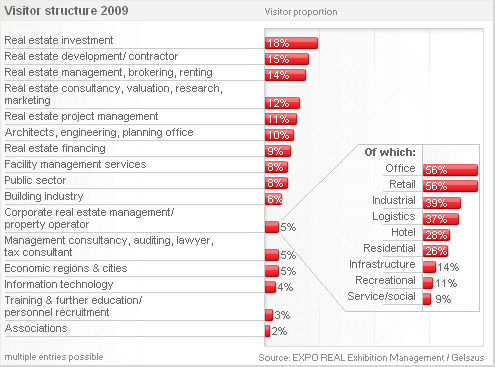
Visitor structure EXPO REAL 2009

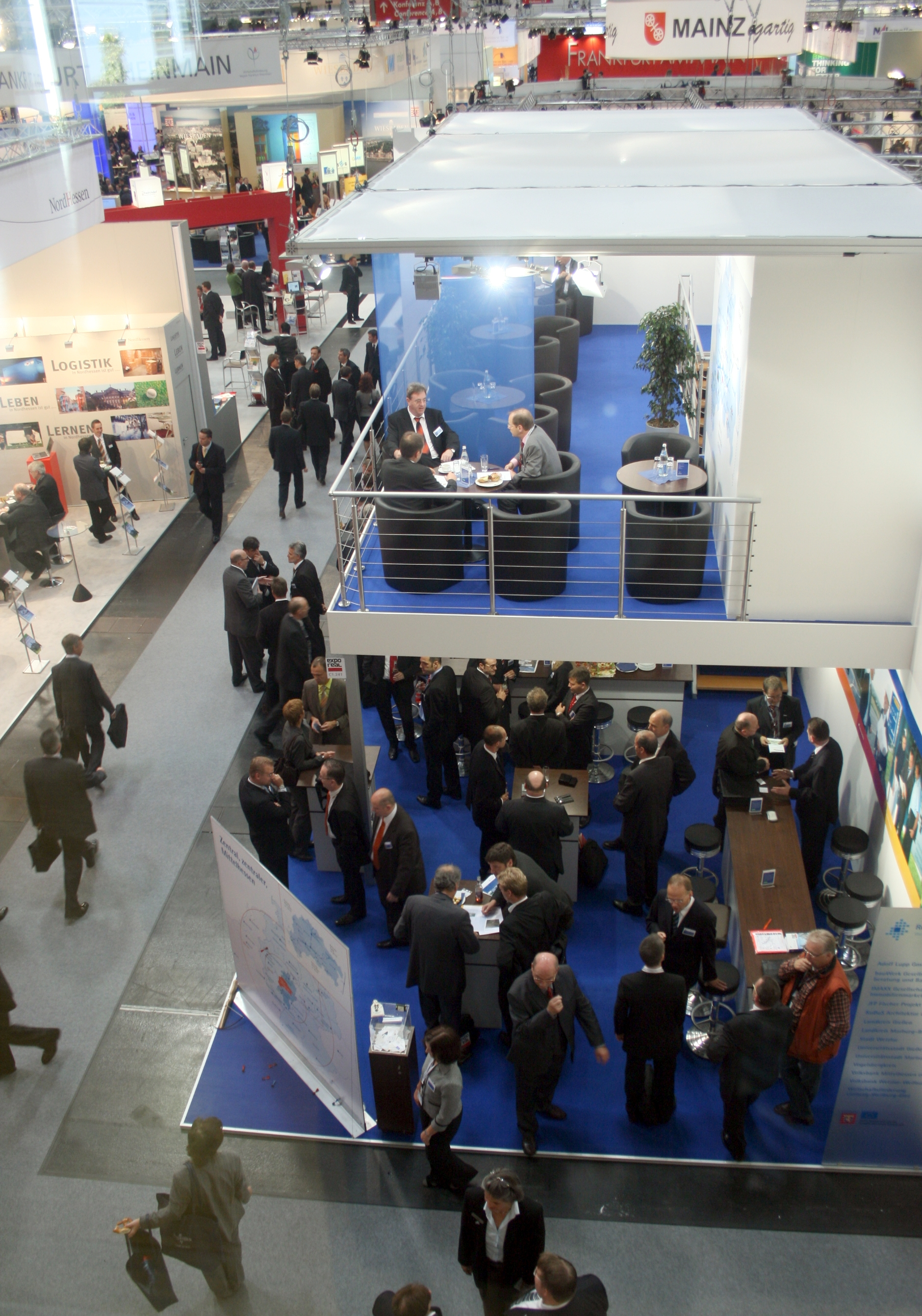
EXPO REAL

Отраслевая выставка EXPO REAL — самая крупная европейская выставка по коммерческой недвижимости, которая начиная с 1998 г. ежегодно проводится в начале октября на выставочной территории «Neue Messe München». Организатор выставки: Messe München International. Главные темы выставки: проект-девелопмент и консультации в области недвижимости, инвестиции в недвижимость, а также финансирование недвижимости.
Общая площадь проходившей в 2009 году EXPO REAL составила 63 000 м². В выставке участвовали 1 580 фирм-экспонентов из 34 стран, а также 21 000 посетителей-специалистов из 73 стран мира.